# Tehuacán
Tehuacán es una ciudad mexicana ubicada en el estado de Puebla, del que es la 2.ª ciudad más poblada. Es la cabecera del municipio homónimo, mismo que, junto con Santiago Miahuatlán, conforma la zona metropolitana de Tehuacán. Se encuentra a 130 km de la capital estatal, Puebla de Zaragoza.

## Geografía
Tehuacán se asienta sobre un valle, en el este del municipio homónimo. Se encuentra rodeado de serranías y limita con el municipio de Santiago Miahuatlán.
Su altitud promedio es de 1643 m s. n. m. y cubre un área de 51.10 km².

## Prehistoria
Cuna del Maíz.
La domesticación del maíz se habría iniciado en el Valle de Tehuacán, hace 7,000 años a.c., con base en los resultados obtenidos en la década de 1960 por los investigadores liderados por el arqueólogo estadounidense Richard MacNeish. Sin embargo, estudios posteriores señalaron que los olotes encontrados tenían una antigüedad del año 4,600 a.c. Sin bien se considera a Tehuacán como la "Cuna del Maíz", esta denominación hace referencia al Valle homónimo y no tanto a la ciudad, toda vez que los estudios en mención se llevaron a cabo en las zonas de El Riego (ubicado al poniente de Tehuacán), Tecorral y San Marcos, pocos kilómetros al sur; así como en Coxcatlán, Abejas y Purrón, al norte de la comunidad de Tilapa. Siendo la cueva de Coxcatlán donde se encontraron aproximadamente 24,000 restos de maíz.

## Historia
Época Prehispánica.
El pueblo originario de Tehuacán fue la cultura Popoloca, el primer lugar que ocupó la ciudad fue en donde hoy está la Ciudad de Santa María Coapan (Tierra de Víboras), después de permanecer centenares de años dejaron el pueblo y llegaron a Calcahualco (Conocido como hoy Tehuacana Viejo); Tehuacán antes Tecuancan significa en mexicano Lugar de Dioses. Hallazgos arqueológicos demuestran que fue habitado por comunidades aldeanas 8500 años a. C. en Tehuacán se encontró el fósil más antiguo de maíz en Tehuacán. 
La Raza Popoloca.  
La raza que primitivamente pobló estas regiones, fue la Popoloca, que en tiempos remotísimos ocupó una extensión de terreno hasta el municipio de Tecamachalco y Coxcatlan. Estos tenían su principal señorío en Coixtlahuaca, en el estado de Oaxaca, y eran tributarios del reino Mexica. La raza Popoloca, en íntimo contacto con la Mixteca, recibió de esta muchas leyes, costumbres y conocimientos artísticos. La lengua Popoloca tiene semejanza con el Mazateco y el Mixteco.  
Época Virreinal.

Toda vez que Tehuacán era tributaria del Imperio mexica, ésta rindió sus armas a Hernán Cortés, proporcionando apoyo en la conquista de México-Tenochtitlan. Argumento que años después se utilizaría en la petición a la corona española para la obtención del título de "Ciudad de Indios".  

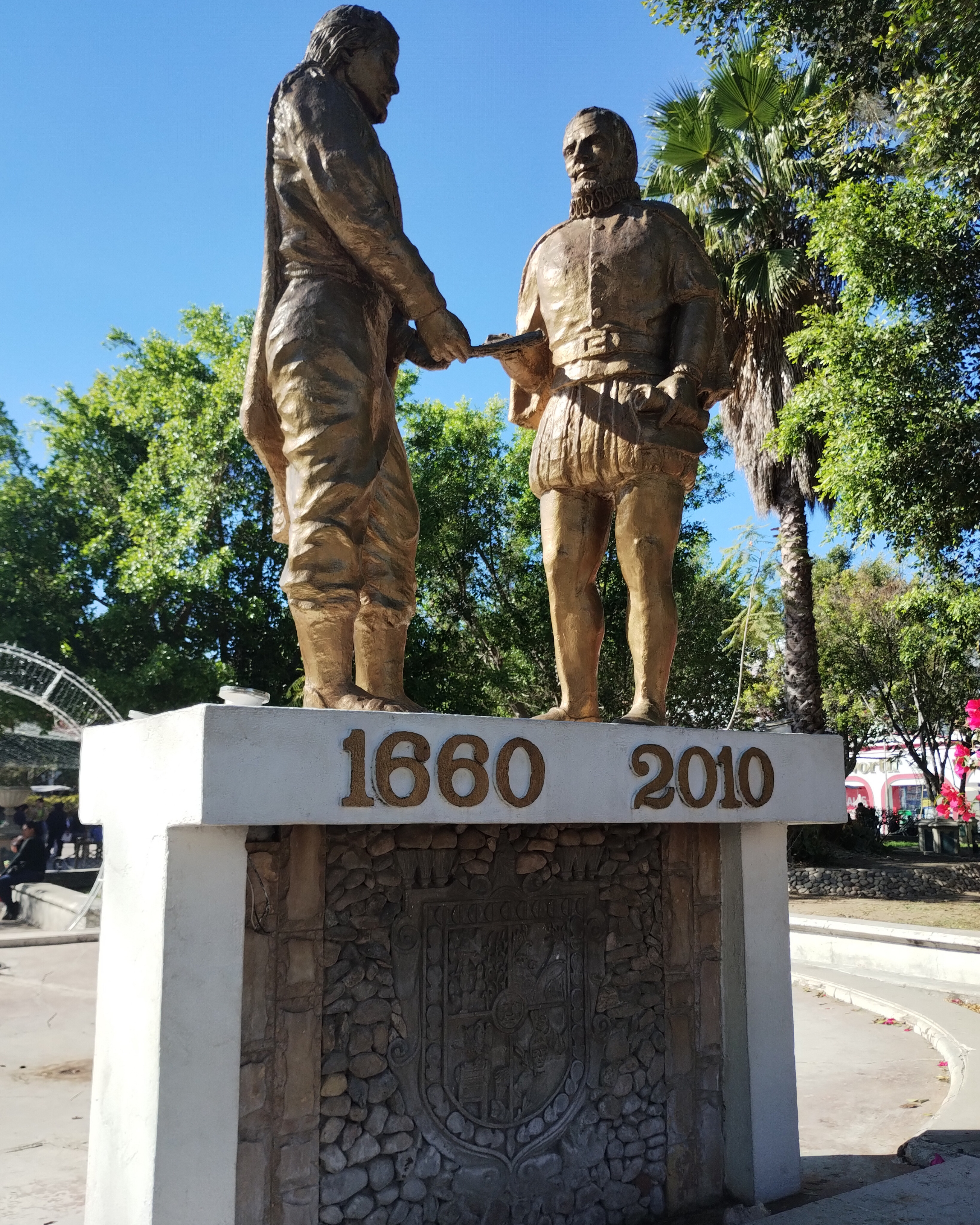
Estatua ubicada en el Parque Juárez, que conmemora los 350 años de la adquisición del título de "Ciudad de Indios", por parte los habitantes de Tehuacán. Lo cual, en palabras del historiador Joaquín Paredes Colín, le otorgaba a la ciudad los mismos privilegios que Tlaxcala.

Como tal, el poblado de Tehuacán se asentó en sus actuales límites en la década de 1560, cuando sus habitantes se trasladaron desde Calcahualco (Tehuacán viejo), debido a que esa zona era propensa al frío y las calenturas (fiebre). Teniendo también como antecedente el Convento de franciscanos que se estableció en el Valle desde 1540. 
El 16 de marzo de 1660, los indígenas compraron a la corona española el título de "Ciudad de Indios”, con la denominación de “Santa María de la Concepción Tehuacán y Cueva”, siendo el nombre con el que se denominó a la ciudad en el acta de elevación de Tehuacán a categoría de “Ciudad de Indios”. Tal vez fue la única comunidad en Nueva España que compró el título de Ciudad de Indios preferido a la denominación de Villa de Españoles; toda vez que los indígenas vencieron a los españoles en la puja para la obtención de dicho título. Con ello, ese mismo año, Tehuacán ganó los mismos privilegios que la Ciudad de Tlaxcala, como consta en el título expedido para tal fin por la Real Audiencia de México.  
El nombramiento de Ciudad de Indios le otorgó a Tehuacán los siguientes privilegios: i) derecho a nombrar a sus autoridades entre los naturales y caciques indígenas; ii) la concesión de un escudo real de armas; iii) capacidad de rechazar que los españoles se asentaran en su cabecera; iv) demandar y recibir justicia de la corona española y sus tribunales, con base en el derecho indiano; y v) tener influencia e intervención sobre los pueblos a su alrededor. 

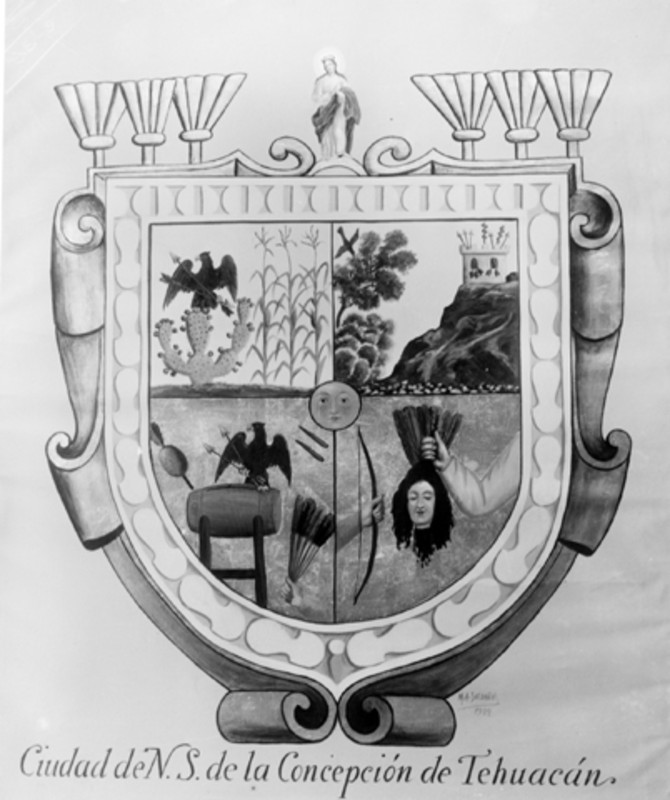
Escudo de la Ciudad de Tehuacán (1922); a través del cual se pueden observar varios elementos del concedido original por la corona española.

A mediados del siglo XVI, la jurisdicción de Tehuacán alcanzaba pueblos que se encontraban a más de 80 kilómetros desde la ciudad. Para el año de 1745, había un total de hasta 2080 familias, entre españoles, indígenas y otras poblaciones. Al iniciar el siglo XIX, Tehuacán tenía 35 pueblos que reunían una población indígena de 40660 habitantes. El poderío económico de Tehuacán y sus caciques indígenas se demostró al tener la capacidad de mantener representantes en la Ciudad de México, para responder cualquier demanda formulada por los españoles que habitaban las haciendas y ranchos que rodeaban a Tehuacán. 
En 1808, los comerciantes españoles solicitaron a la corona española, a través de la Real Audiencia de México, que la población pasara a ser denominada como "ciudad o villa de españoles" y con ello ser controlada por los mismos, pretextando una supuesta falta de gobierno y ordenanza por parte de las autoridades indígenas. Sin embargo, debido a que los indígenas argumentaron haber obtenido sus mercedes directamente del soberano, por su lealtad; aunado a que acusaron a los españoles de ser propensos a la revolución, en referencia a su clara oposición a las reformas borbónicas (véase Juntas de Gobierno de Hispanoamérica); es que la Real Audiencia y el Virrey Novohispano otorgaron la razón a los indígenas de Tehuacán.
Lo anterior sería un importante antecedente para entender por qué Tehuacán se sumó a la lucha por la Independencia de México, pues si bien se vio beneficiada por las mercedes otorgadas por la corona española, estuvo siempre en conflicto con los españoles, quienes posteriormente tomaron el mando de todos los reinos hispánicos de forma centralizada, a través de la Junta de Sevilla, al ser capturado el rey Fernando VII por Napoleón en 1808. 
Guerra de Independencia.

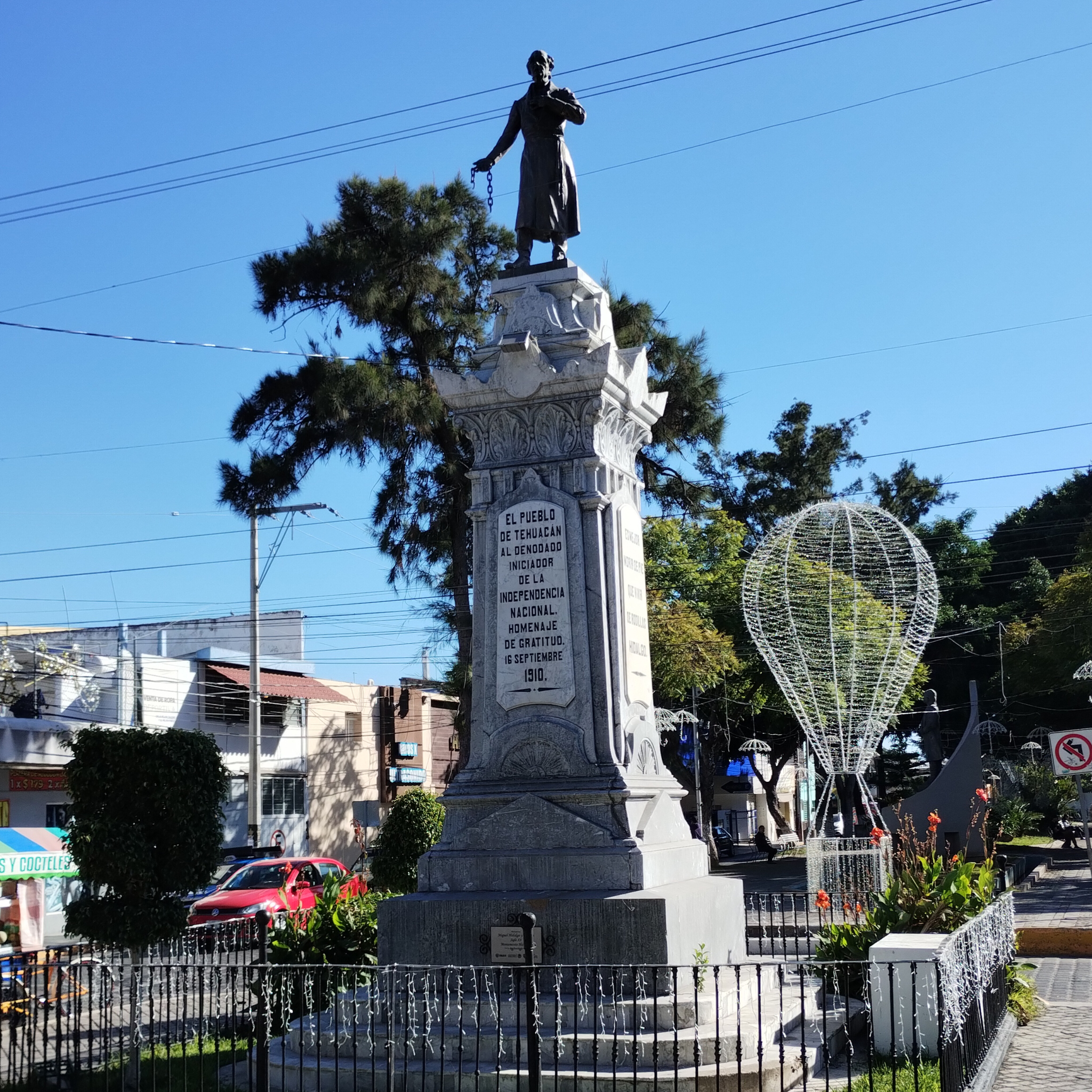
Estatua de Miguel Hidalgo y Costilla, ubicada en el Paseo Hidalgo en Tehuacán, Puebla. Inaugurada en el año de 1910, con motivo de las celebraciones por el primer centenario de la Independencia de México.

Tehuacán se sumó de manera activa a la insurgencia iniciada el 16 de septiembre de 1810, por el cura Miguel Hidalgo, en el poblado de Dolores, hoy Guanajuato. Las primeras incursiones de los insurgentes en la ciudad de Tehuacán ocurrieron en diciembre de 1811, cuando las fuerzas de Valerio Trujano, tomaron la plaza.

El 10 de agosto de 1812, el cura José María Morelos y Pavón, estableció su Cuartel General en Tehuacán, arribando con su ejército. Desde la ciudad, dirigió las operaciones de la lucha contra la corona española; destacándose las victorias insurgentes en San Agustín del Palmar, así como la Toma de Orizaba. Fue Morelos quien ordenó que los restos del caudillo insurgente, Valerio Trujano, fueran enterados en Tehuacán, luego de que éste murió en combate.

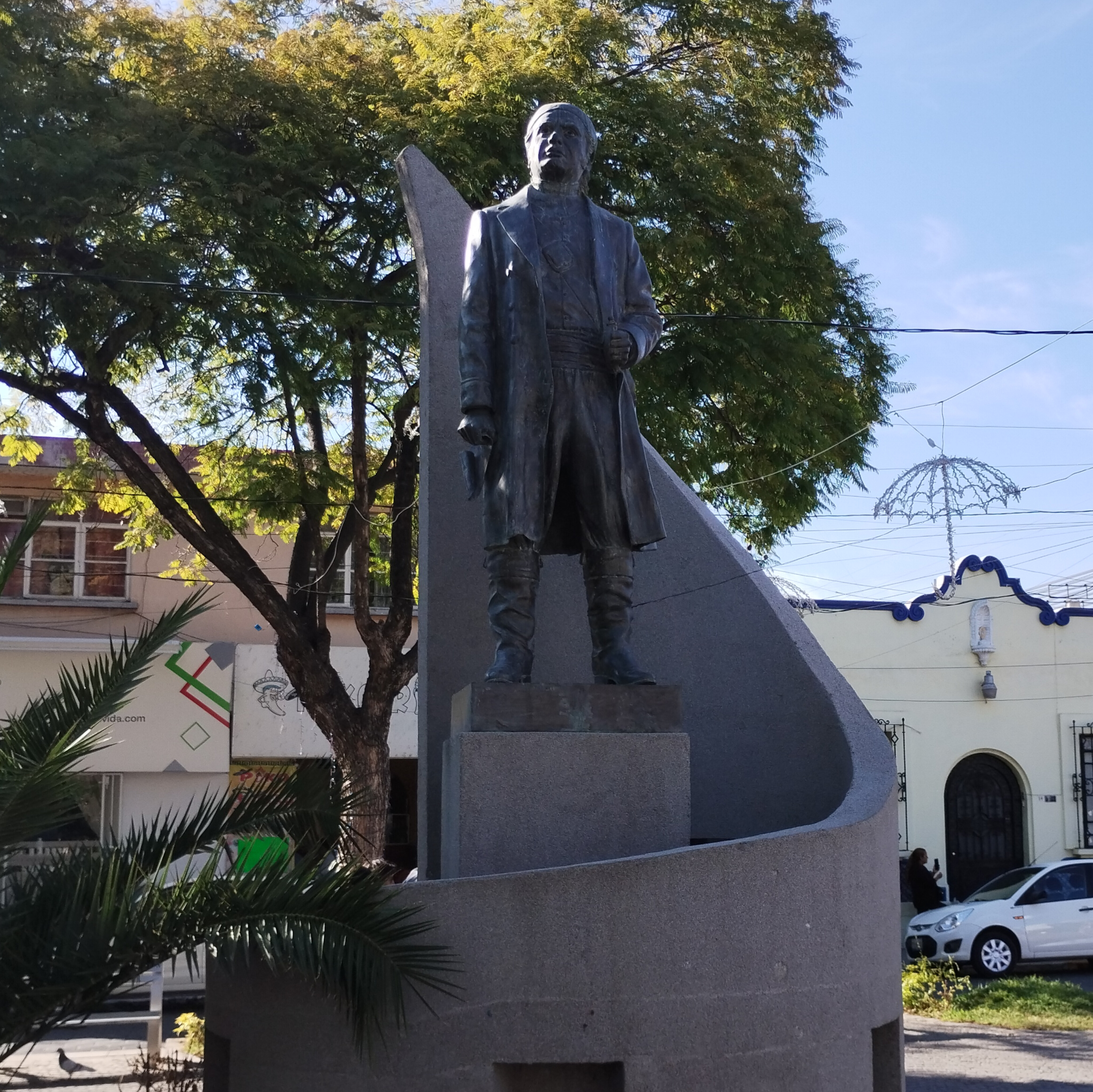
Estatua de José María Morelos, ubicada en el Paseo Hidalgo de Tehuacán, Puebla. La estancia de Morelos y las notables victorias militares que logró desde esa plaza, derivaron en que la ciudad sea conocida como "capital insurgente de la nación".

La importancia de Tehuacán en el movimiento insurgente no solo fue militar, sino también política. En la ciudad, Morelos mantuvo correspondencia constante con el otro gran líder de la insurgencia, Ignacio López Rayón, presidente de la Junta de Zitácuaro, particularmente revisando y comentando los Elementos Constitucionales propuestos por este último. Fue en Tehuacán, como consta en dichas cartas, donde Morelos, por primera vez, propuso transformar a la Junta de Zitácuaro en un verdadero órgano de representación nacional (lo que, a la postre, sería el Congreso de Anáhuac), declarar la completa independencia de la América Mexicana y romper de manera definitiva los lazos con Fernando VII, Rey de España. 
El 10 de noviembre de 1812, las tropas insurgentes y Morelos salieron de Tehuacán para tomar la Ciudad de Oaxaca.
El poblado de Tehuacán sería ocupado nuevamente por las tropas realistas, pero de forma breve, pues en el año de 1814, el insurgente Ignacio López Rayón disputaría la plaza y se haría del control de la misma, así como del pueblo de Santa María Coapan. Éste se distinguió por haber restablecido el orden en la ciudad y tener un trato humano hacia la población. Cuando López Rayón salió de Tehuacán para apoyar a los insurgentes apostados en Zacatlán, el poblado quedó bajo el mando de Juan N. Rosains, pero éste sería destituido posteriormente por los demás insurgentes debido a su trato despótico; quedando la plaza a cargo del ilustre Manuel Mier y Terán, desde 1815 hasta 1817. 

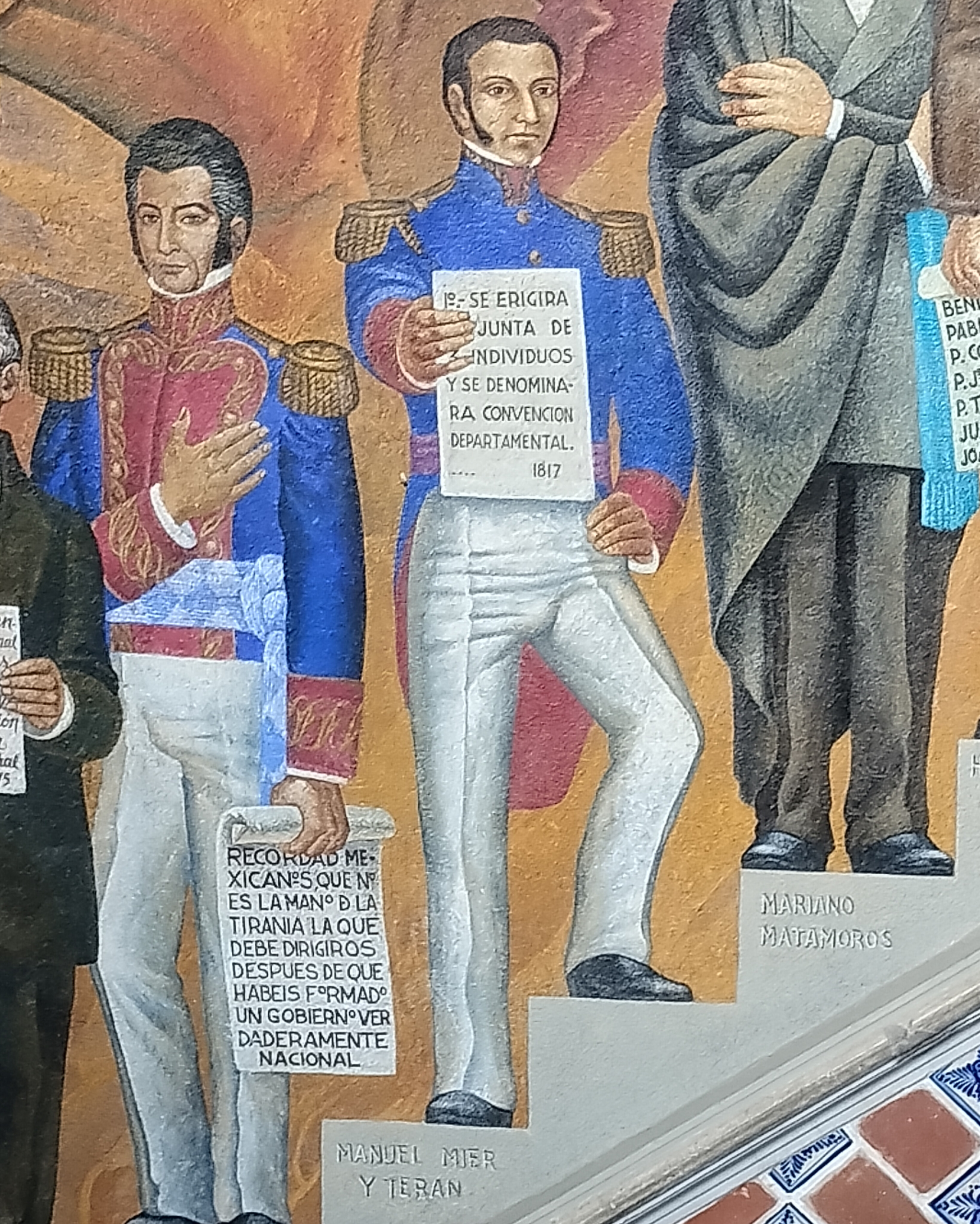
Manuel Mier y Terán, lideró la insurgencia en Tehuacán, de 1815 a 1817. Fue miembro de la Comisión Ejecutiva que se erigió tras la disolución del Congreso de Anáhuac. Se destacó heroicamente en la Batalla de Tehuacán.

En el mes de septiembre de 1815, el Supremo Congreso Mexicano (Congreso de Anáhuac) acordó trasladarse a Tehuacán, junto con los Poderes Ejecutivo y Judicial, debido a las ventajas y seguridad que le la plaza ofrecía; empresa que se encomendó al General Morelos. Fue gracias al sacrificio del Siervo de la Nación, quien cubrió la retaguardia del Congreso y los otros dos poderes, cuando fueron atacados en Temalaca, que éstos pudieron llegar a salvo a Tehuacán, el 16 de noviembre de 1815. Morelos fue capturado en el combate.  
Si bien fue corta la estancia del Congreso en Tehuacán, éste emitió varias proclamas y decretos en la ciudad, destacándose la del 17 de noviembre de 1815, por la cual solicitó a Félix María Calleja, la liberación de Morelos a cambio de varios soldados realistas capturados; sin embargo, la petición no fue escuchada, siendo fusilado el Generalísimo. El 15 de diciembre de 1815, el Congreso de Anáhuac fue disuelto en la región de Tehuacán, mientras se encontraba en la hacienda de San Francisco Altepexi, debido a los altos costos de su mantenimiento y a las graves diferencias entre los diputados con la tropa insurgente y sus líderes. Se nombró en su lugar a una Comisión Ejecutiva.   
Durante ese breve tiempo, Tehuacán fue la capital de la naciente república mexicana, al ser sede de los poderes ejecutivo, legislativo y judicial, los cuales debía residir en un mismo lugar, en mandato al artículo 45 de la Constitución de Apatzingán.
De 1815 a 1817, fue el insurgente Manuel Mier y Terán, quien, desde Tehuacán, continuó con la lucha por la independencia de México. Sus tropas lograron sendas victorias en Teotitlán, la Hacienda del Rosario y el poblado de Santa Gertrudis, así como el retiro del ejército realista que se encontraba sitiando Huajuapan de León. Organizó una expedición para lograr el control de Coatzacoalcos, pero ésta fracasó, regresando a Tehuacán. Propuso la creación de una Convención Departamental, pero su plan no fue secundado por los demás líderes insurgentes.  
Durante la administración de Mier y Terán, se rehabilitó la fortificación del Cerro Colorado. También se establecieron fortalezas en Tepexi y Teotitlán, al mando, la primera de su hermano Juan y la segunda a cargo de su hermano Joaquín; con la intención de cubrir cualquier ataque proveniente de Puebla o de Oaxaca, respectivamente. Proporcionó seguridad a los dueños de las fincas rústicas de los alrededores para vender sus frutos, quienes, a cambio, contribuyeron económicamente a la causa insurgente. Además, vigiló de manera personalmente la disciplina de sus tropas.
Sin embargo, en enero de 1817, el ejército realista lograron vencer a Manuel Mier y Terán en la Batalla de Tehuacán, pese a la heroica resistencia de 19 días del ilustre caudillo y sus tropas.
La ciudad permaneció sin incursiones insurgentes hasta 1821, cuando Agustín de Iturbide formó una alianza con Vicente Guerrero y proclamó el Plan de Iguala. El 7 de junio de 1821, el Ejército Trigarante entró a Tehuacán, recibiendo el apoyo de la población. El 15 de marzo de 1822, el Ayuntamiento de la ciudad y sus habitantes juraron formalmente la Independencia de México.
Primeros años de la Época Independiente.
El 12 de enero de 1822, un grupo de indígenas de la región tomaron las entonces oficinas del ayuntamiento de Tehuacán, al amparo de la reciente consumación de la independencia, reclamando los agravios cometidos en su contra durante el periodo virreinal.
El 13 de julio de 1827, en la ciudad se sintió un terremoto que agrietó las paredes de varias casas y las de la parroquia y el convento del Carmen. La sacristía del hospital de San Juan de Dios se arruinó y también la cúpula de la iglesia del Calvario.

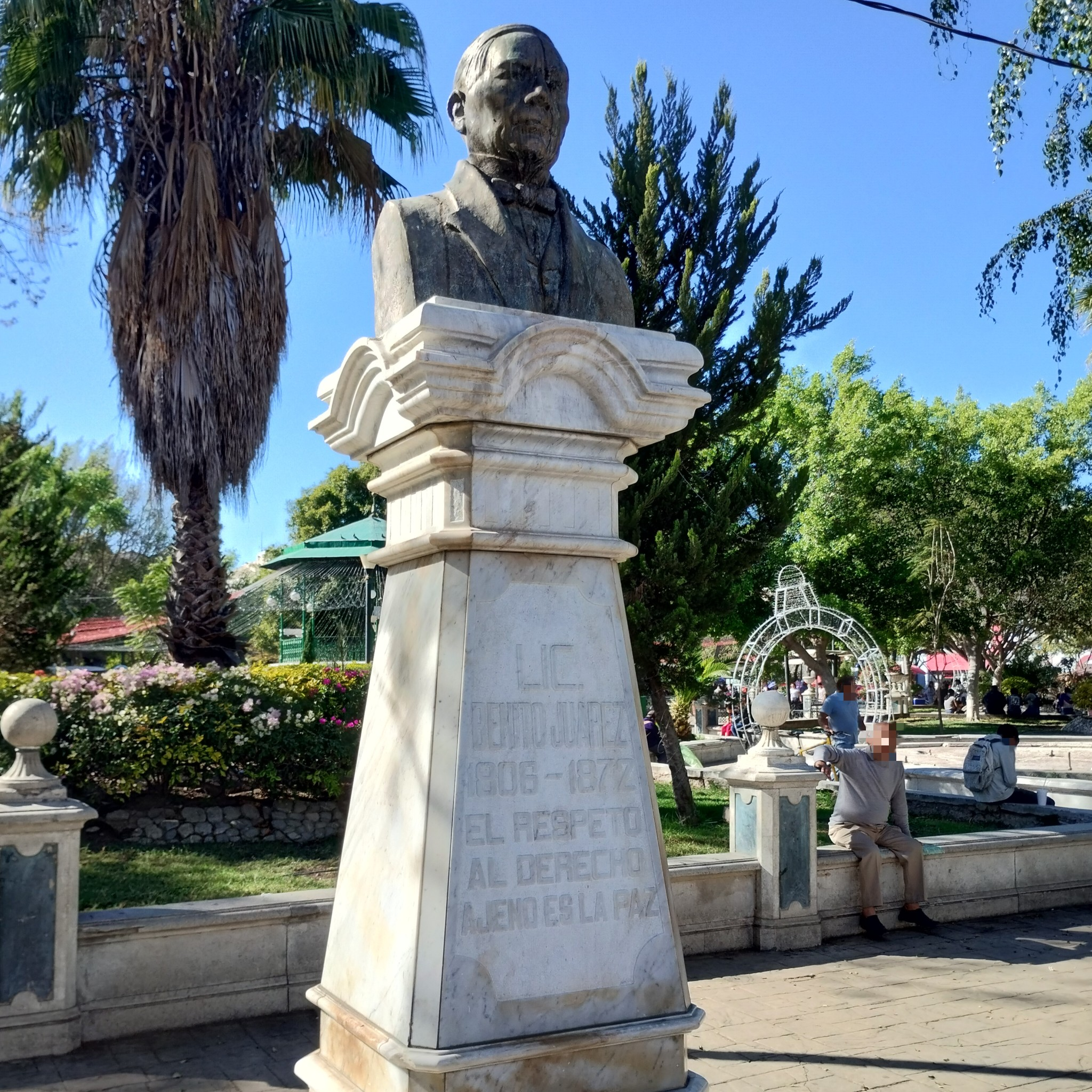
Pedestal con el busto de Benito Juárez, colocado en el Parque Juárez (nombrado así en su honor) en Tehuacán, Puebla.

Durante la Intervención estadounidense en México, el ayuntamiento de Tehuacán envió 80 soldados a la Ciudad de México, para apoyar en el defensa contra las fuerzas norteamericanas. En octubre de 1847, Antonio López de Santa Anna y su ejército arribaron a Tehuacán, huyendo de las tropas estadounidenses; lugar donde recibió el apoyo de la población y las autoridades, lo que prolongó por tres meses su estancia en la ciudad. Santa Anna devolvió el favor en 1853, cuando emitió un decreto que elevó a Tehuacán a la categoría de distrito, a petición de sus pobladores, pese a la oposición de la capital poblana. 
En esos años, Tehuacán fue visto por muchas personalidades como un lugar seguro para refugiarse de las persecuciones políticas de Santa Anna. Destacándose el militar conservador Juan Nepomuceno Almonte, hijo natural de Morelos; así como los liberales Marcos Pérez y Guillermo Prieto, este último incluso escribió una obra de la ciudad, titulada: Descripción y elogio de Tehuacán, en el año de 1855.
Las reformas impulsadas por los liberales incrementaron las recaudaciones del Ayuntamiento de Tehuacán, al secularizarse servicios como el matrimonio, nacimientos, cementerios, entre otros. Los ingresos adicionales permitieron que las autoridades tehuacaneras acondicionaran debidamente la Casa de los Altos (que fue previamente compra al clero), por lo que el 15 de septiembre de 1857, el Ayuntamiento de Tehuacán se trasladó a ese lugar, en donde permanece hasta la actualidad.
Durante la guerra de Reforma, la ciudad estuvo bajo el control de las fuerzas conservadoras, aunque recibiendo constantes ataques de las tropas liberales que operaban en la región. El 22 de agosto de 1860, el ejército liberal finalmente ocupó Tehuacán.
La ciudad también recibió en tres ocasiones al Benemérito de las Américas, Benito Juárez. Las primeras dos, en los años de 1834 y 1853, cuando estuvo detenido en el Convento del Carmen, por sus ideales políticos.La tercera, en 1861, ya como Presidente de México, siendo Tehuacán una parada en su regreso triunfal a la Ciudad de México, una vez ganada la también llamada guerra de los Tres Años. El Presidente Juárez entró a la ciudad el 8 de enero de 1861, recibiendo el apoyo popular y de las autoridades tehuacaneras durante su estancia.
Segunda Intervención francesa en México.

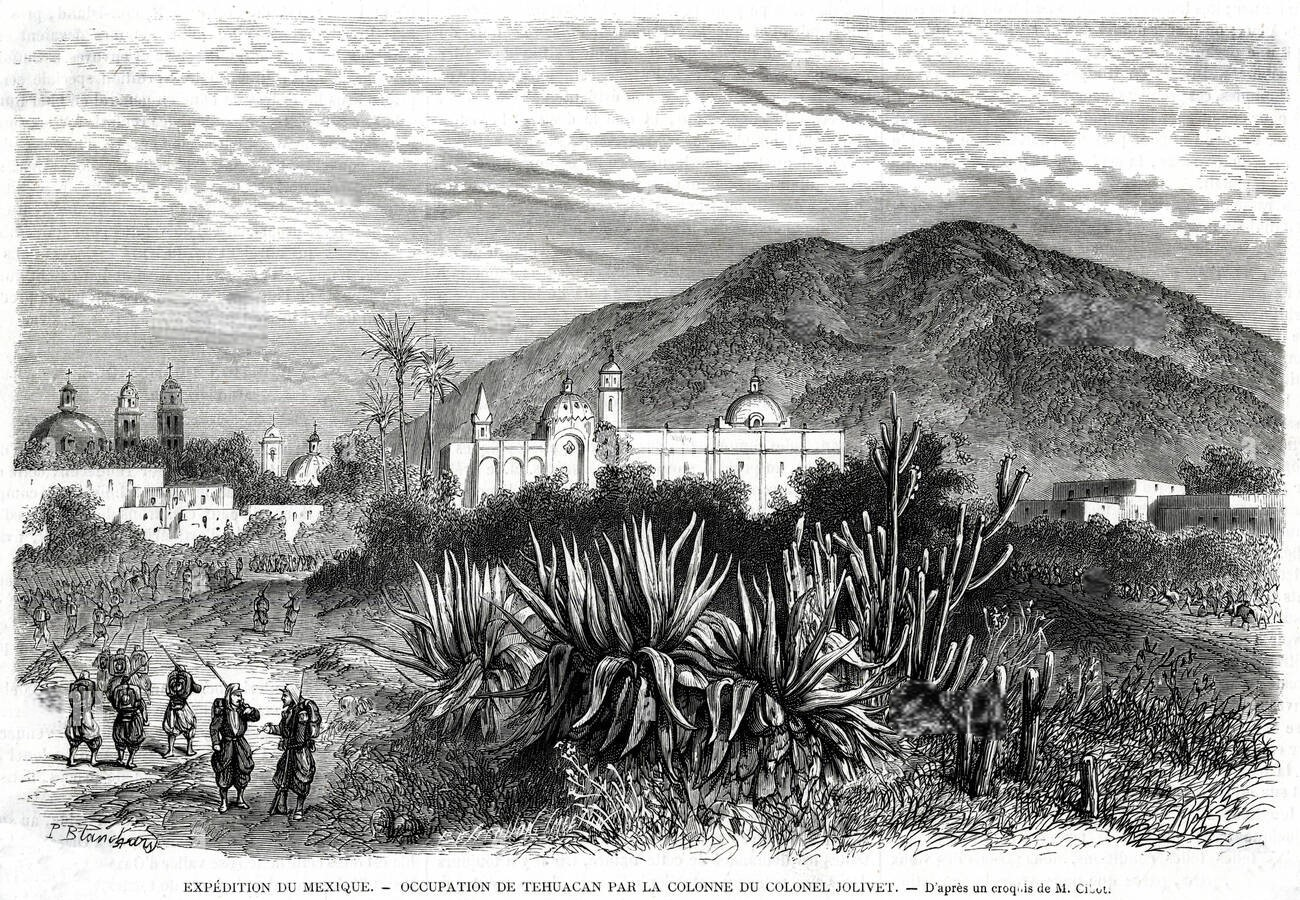
Tehuacán ocupado por las tropas francesas. Publicado por L'Illustration, Universel Journal, París 1863.

El 17 de julio de 1861, el presidente Benito Juárez decretó la suspensión temporal de pagos de la deuda externa, debido a que el país se encontraba en bancarrota por la guerra de Reforma. En respuesta, Reino Unido, España y Francia, principales acreedores del país, ocuparon militarmente las costas mexicanas para reclamar por la fuerza el pago de la deuda.
A fin de evitar una invasión en todo el territorio del país, el gobierno juarista suscribió los Tratados de La Soledad con las potencias europeas, en el cual éstas se comprometieron a no atentar contra la independencia nacional, resolver sus reclamaciones de manera diplomática, así como trasladarse y permanecer solamente en Orizaba, Córdoba y Tehuacán, durante las negociaciones.
En consecuencia, el 12 de marzo de 1862, los soldados franceses arribaron a Tehuacán, al mando del Vicealmirante, Jurien de la Gravière. El 27 de marzo de 1862, arribó a la ciudad, Charles Ferdinand Latrille, Conde de Lorencez, junto con más refuerzos franceses, pues el emperador Napoleón III, tenía como intención establecer en México un gobierno colonial dependiente de Francia. Británicos y españoles aceptaron las promesas del gobierno juarista de que la deuda externa sería pagada; por lo cual, el representante español Juan Prim, se trasladó a Tehuacán para convencer a los franceses de no romper las negociaciones con México; sin tener éxito. A principios del mes de abril de 1862, los franceses salieron de Tehuacán rumbo a Orizaba, dando inicio a la Segunda Intervención francesa. 

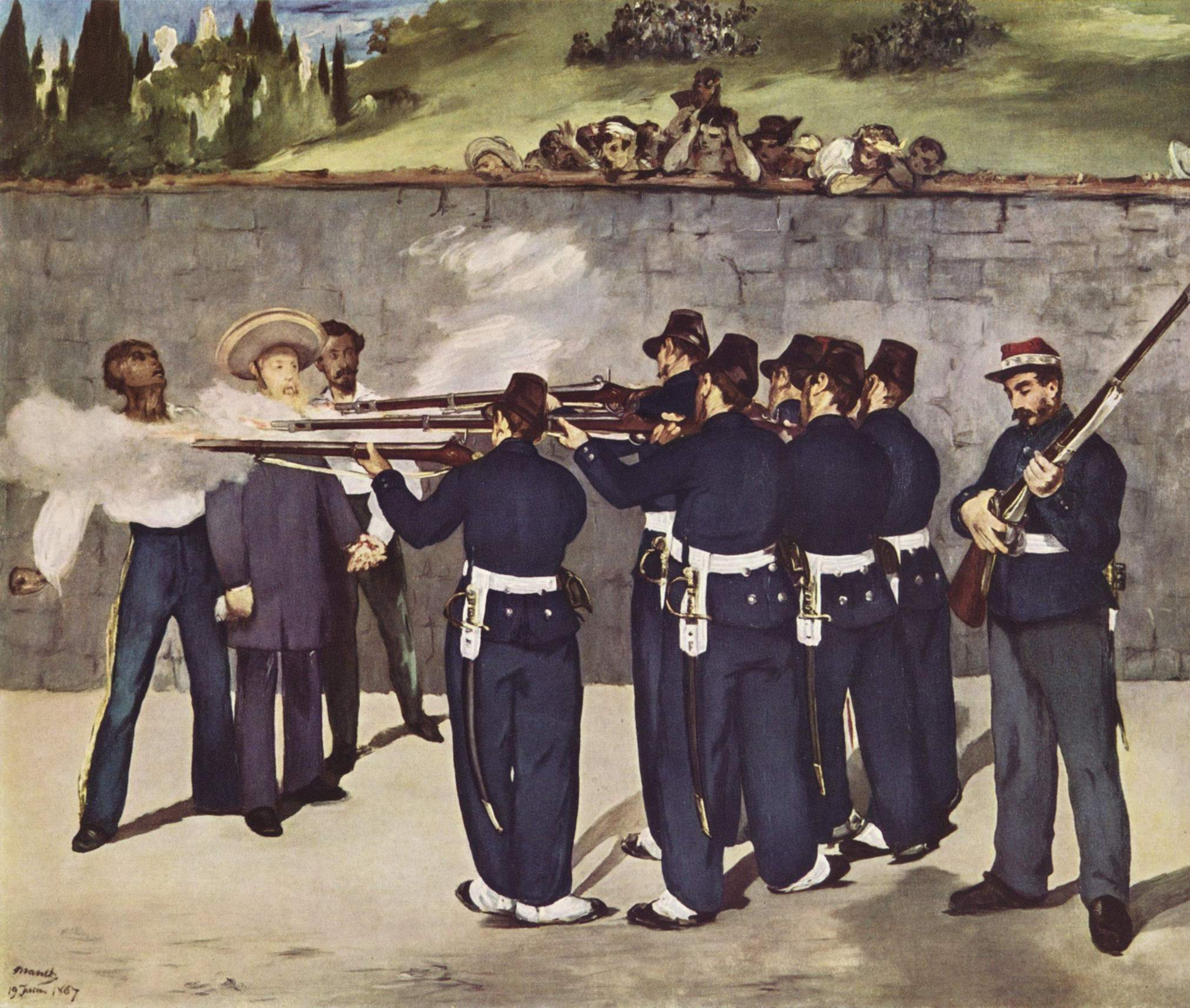
El 10 de abril de 1865, las autoridades conservadoras en Tehuacán festejaron el primer aniversario de la coronación de Maximiliano. Sin embargo, el gobierno imperial duró poco, siendo el emperador fusilado en Querétaro, el 19 de junio de 1867.

El 25 de abril de 1862, Tehuacán fue ocupado por las fuerzas republicanas al mando de Porfirio Díaz, Mariano Escobedo y Mariano Rojo, en donde se reorganizaron para, posteriormente, hostilizaron al ejército francés en las Cumbres de Acultzingo; antesala de la derrota francesa en la Batalla de Puebla del 5 de mayo de 1862.
Debido al fracaso inicial de los franceses, Napoleón III envió 30,000 hombres de refuerzo. Eso permitió que los franceses atacaran nuevamente la Ciudad de Puebla en 1863. Pese a la heroica resistencia mexicana, en la que se destacó el tehuacanero, subteniente Francisco Paredes; la capital poblana cayó en manos de los invasores. Si bien el subteniente Paredes fue capturado por los franceses y trasladado a Francia como prisionero, éste logró escapar y se sumó nuevamente a la resistencia republicana.
El 22 de julio de 1863, el ejército francés tomó control de la ciudad de Tehuacán.
No existe registro de que Maximiliano de Habsburgo, emperador impuesto a México por Napoleón III, hubiera estado en Tehuacán. Sin embargo, el 3 de junio de 1864, las autoridades y la élite conservadora de Tehuacán, se desplazaron a Puente Colorado, en la zona de Acultzingo, para recibir a Maximiliano, en su camino de Veracruz a la Ciudad de México. Debido a que Maximiliano fue recibido de manera fría a su llegada al puerto de Veracruz, las autoridades tehuacaneras amenazaron a los pobladores con severos castigos, en caso de no recibir de manera festiva al emperador.
El 3 de octubre de 1864, Tehuacán sufrió uno de los terremotos más devastadores de su historia. Se derrumbaron varias paredes de la iglesia de San Francisco y del Convento de El Carmen. La tragedia llegó a oídos de Maximiliano, quien ordenó que los soldados franceses apoyaran en el traslado de víveres y materiales para la reconstrucción. 
Sin embargo, las constantes derrotas y bajas que las tropas francesas sufrieron a manos de las guerrillas mexicanas, junto con la presión diplomática estadounidense, obligaron a Napoleón III a retirar a su ejército del país. El 14 de febrero de 1867, los soldados franceses se retiraron en franca derrota de Tehuacán, siendo ocupada la ciudad ese mismo día por las fuerzas republicanas.
Porfiriato.
El 27 de julio de 1867, el presidente Juárez nombró a Porfirio Díaz como titular de la División Oriente del Ejército, compuesta de 4000 hombres y con sede en Tehuacán, como reconocimiento a su destacada participación en la guerra contra Francia. Incluso el presidente Juárez ofreció un banquete de despedida al General Díaz, previo a su partida a Tehuacán. El 19 de enero de 1868, Porfirio Díaz inauguró en Tehuacán un servicio de telégrafo que la comunicó con la ciudad de Oaxaca. 

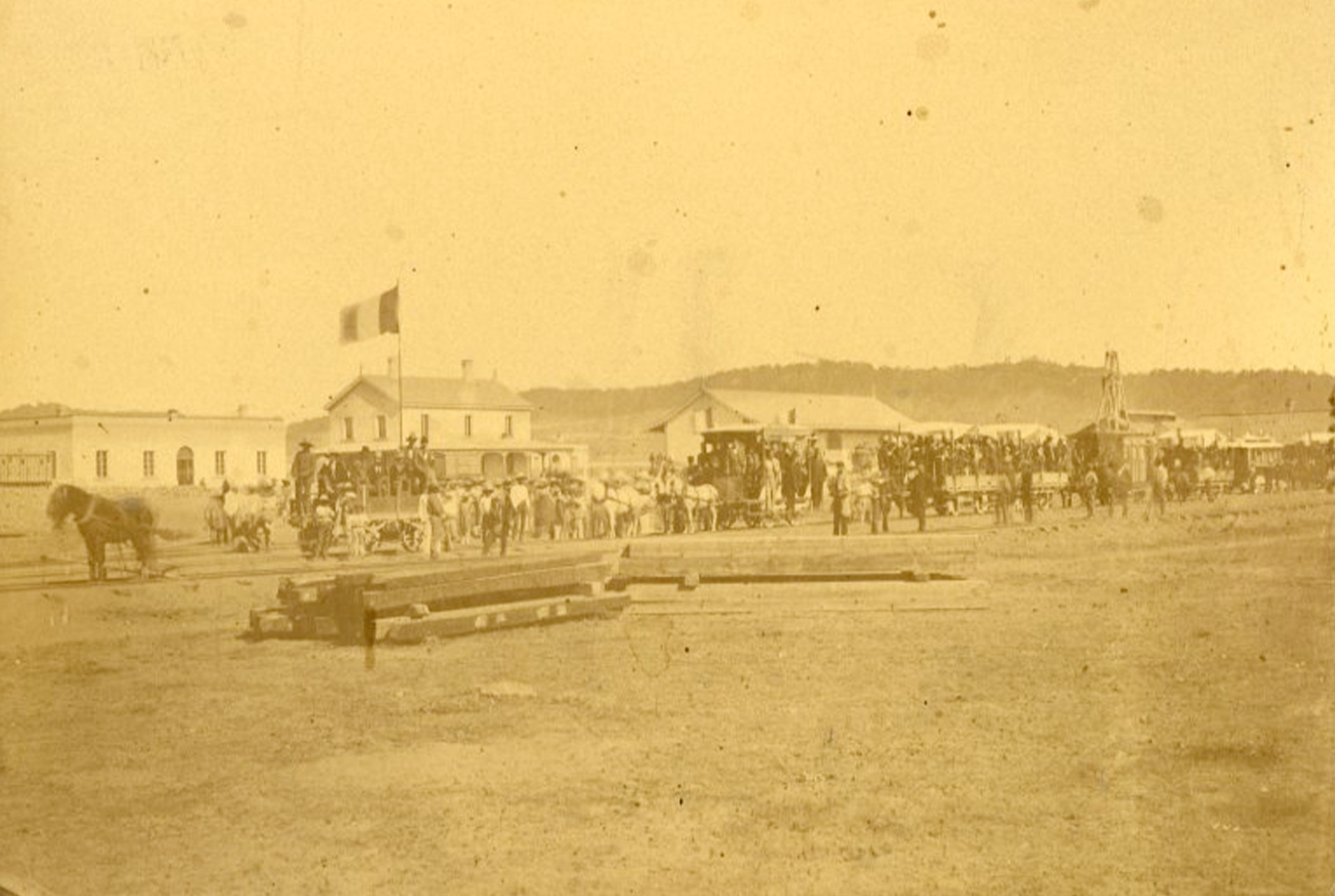
Obras de construcción del Ferrocarril Nacional de Tehuacán a la Esperanza. Fotografía del propio Manuel Téllez Pizarro. Fuente: Instituto de Investigaciones Históricas de la UNAM.

En 1871, el General Díaz publicó el Plan de La Noria contra la reelección de Juárez. El 19 de noviembre de ese año, Porfirio Díaz desplazó sus tropas hacia Tehuacán. Si bien el conflicto cesó con el fallecimiento de Juárez por causas naturales. En 1876, Díaz volvió a levantarse en armas contra la reelección del presidente Lerdo de Tejada, a través del Plan de Tuxtepec. Su victoria militar dio inicio al Porfiriato. 
En 1873, se completó la red ferroviaria de la Ciudad de México al puerto de Veracruz. Durante la administración porfirista se ordenó la construcción de un ramal que uniera dicha vía férrea con el poblado de Tehuacán, pues éste se encontraba a tan solo 51 kilómetros de su paso; siendo elegido el poblado de Esperanza como punto de conexión. 
El 24 de diciembre de 1879, el presidente Porfirio Díaz inauguró personalmente el tramo de vía férrea que unió a Esperanza y Tehuacán, construido bajo la dirección del ingeniero Mariano Téllez Pizarro, quien es, junto con don Eleuterio Méndez y don José Iglesias, uno de los primeros directores mexicanos de vías férreas.

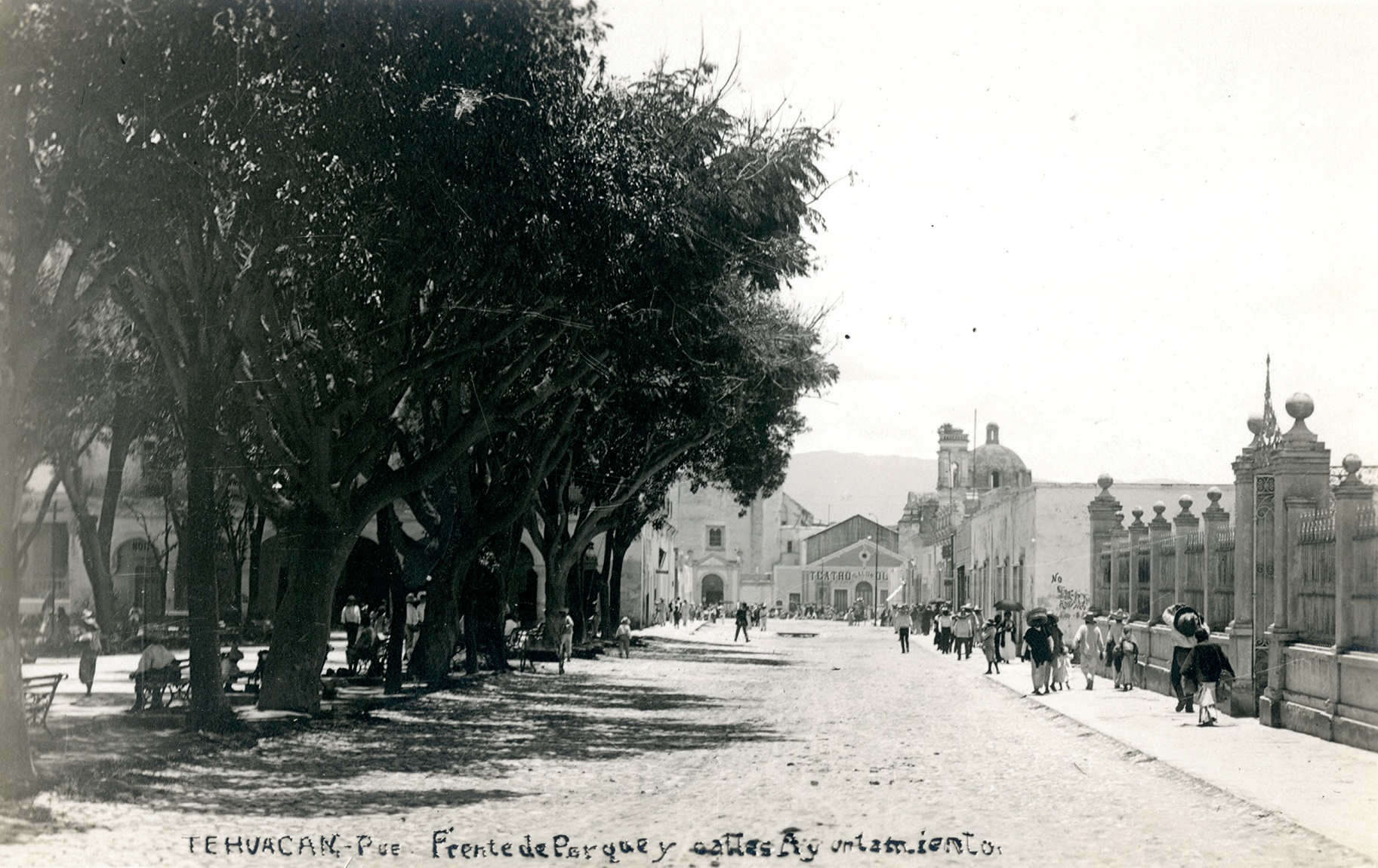
Fotografía de Tehuacán del año de 1900. Fuente: Instituto de Investigaciones Históricas de la UNAM.

Inicialmente, el ferrocarril de Tehuacán funcionaba mediante tracción de mulas, al ser una vía de línea corta. Sin embargo, en 1892 se inauguró en Tehuacán una segunda etapa, que tenía como objetivo unir a la Ciudad de México con Oaxaca, motivo por el cual la vía férrea de Tehuacán se mejoró y se volvió de tracción a vapor.
Debido a la corrupción que imperaba en la época, el presidente Manuel González Flores, compadre de Porfirio Díaz, coaccionó al ingeniero Mariano Téllez Pizarro, para que éste le vendiera la concesión que se le había otorgado de la vía férrea a Tehuacán. Posteriormente, el presidente González vendió dicha concesión a una empresa de la cual era accionista.Si bien el ferrocarril tehuacanero impulsó el crecimiento económico de las haciendas de la región, el resto de la población, particularmente la clase campesina, tenía un acceso restringido a dicho servicio por sus altos costos. Aunque, de manera general, la población tehuacanera estaba agradecida con la construcción del ferrocarril por parte de la administración porfirista.
Revolución Mexicana.
Del 27 de octubre al 3 de diciembre de 1909, Francisco I. Madero se recluyó en Tehuacán, exhausto por su lucha política contra el dictador Porfirio Díaz; desde donde mantuvo una abundante correspondencia con cientos de simpatizantes de toda la República. El 7 de diciembre de ese año, Madero regresó a la Ciudad de México, para continuar su defensa por la democracia mexicana.
Entre el 21 al 24 de octubre de 1914, se libró la toma de Tehuacán, defendida por las fuerzas federales al mando del General Juan Lechuga, contra las huestes revolucionarias de Higinio Aguilar, Benjamín Argumedo y Juan Andreu Almazán. Los revolucionarios previamente habían saqueado Tepanco de López, siendo alertadas las autoridades tehuacaneras de tales hechos. Las fuerzas revolucionarias entraron primero por la Hacienda de San Lorenzo, esparciéndose por el entonces pueblo de Teotipilco, entrando en combate con los soldados del General Lechuga. Posteriormente los revolucionarios avanzaron hasta la estación del ferrocarril, derrotando a la guarnición federal. Debido a que los hombres de Higinio Aguilar contaban con ametralladoras, asediaron las torres de la Catedral y la Iglesia del Carmen, así como los demás edificios desde donde disparaban los defensores. El 22 de octubre, los comercios del centro de la ciudad son saqueados por los revolucionarios, quienes también cometieron leva contra los tehuacaneros, así como secuestros y ultrajes contra las tehuacaneras. Las fuerzas revolucionarias abandonaron la ciudad el 24 de octubre de 1914, después de incendiar la estación del ferrocarril y las máquinas apostadas; tomado por asalto la cárcel pública y llevándose a varios hombres y mujeres que compurgaban distintas condenas; y obtenido el pago de 20,000 pesos de las personas acaudaladas de la ciudad y 27,000 pesos del ayuntamiento.
Actualidad.
Por Decreto del Congreso del Estado la Ciudad de Tehuacán, lleva el agregado de “Juan Crisóstomo Bonilla”, gobernador al que se le dio el título de Benemérito del Estado de Puebla. Durante la Guerra de Independencia fue cuartel general de varios caudillos como José María Morelos, Nicolás Bravo, Manuel Mier y Terán, además de ser sede del Congreso de Anáhuac.
Actualmente también es conocido como “Tehuacán de las Granadas” y por sus manantiales como “Tehuacán Ciudad de Salud”.

## Arquitectura
La región de Tehuacán cuenta con hermosas edificaciones arquitectónicas entre ellas se encuentran las iglesias las cuales son de estilo barroco y Palacio Municipal, las cual las hace destacar en lo zona. Las principales iglesias son: La Iglesia de Catedral construida en el año 1724, es considerada el recinto
religioso más importante de la diócesis de Tehuacán. La Iglesia del Carmen se construyó por la orden Franciscana como una capilla 
particular en 1724 y se hizo pública en 1747.
El Palacio Municipal se encuentra un gran mural pintado por Luis, Rutilio y 
Santiago Carpinteyro, denominado: Tehuacán y sus cinco regiones. Ahí con la 
emotividad de las formas y la viveza de colores brillantes, se narra la evolución 
de Tehuacán desde su fundación hasta la época moderna. Otro mural titulado 
Un mundo nuevo, se halla en la escalinata doble que lleva al segundo piso del 
palacio. Realizado en 1969 por el maestro Fernando Ramírez Osorio, esta 
pintura presenta los personajes más importantes de la historia de México.
Gastronomía.
La región de Tehuacán destaca por su variada gastronomía dentro de la cual 
podemos mencionar el famoso Mole de Caderas platillo típico de la región el 
cual se prepara en los meses de octubre y noviembre el cual se acompaña con 
las deliciosas tortillas de Coapeña, sin dejar de lado los tempesquistles y las 
tetechas las cuales son muy poco conocidas en la región.
Otro pero también importante es el Pan de Burro el cual es una tradición entre 
los Tehuacaneros entre ellos encontramos los más consumidos por los 
mismos que son el pan de panela, canela, azúcar, manteca, mantequilla de sal 
y el rojo también conocido como pan chilo.

## Turismo
En Tehuacán se puede visitar el Museo Mineralógico, fundado por el 
científico mexicano Miguel Romero. En este museo se exhibe una importante colección de minerales reunidos por este personaje durante sus trabajos y estudios sobre la geología y mineralogía de la región.
Otro museo importante de la región es el Museo del Valle de Tehuacán, localizado en el antiguo convento 
del Carmen. La exposición hace un recorrido por la historia de este sitio, 
resaltando los hallazgos arqueológicos del Tehuacán Viejo y por supuesto, los 
restos del primer maíz domesticado en el área, así como un análisis de las 
etapas evolutivas de este espécimen.
En abril de 1892 Las ruinas de Tehuacán fueron exploradas por el Dr. 
Darío González, las ruinas abarcan un área de 3 km cuadrados y el centro 
ceremonial de uno y medio era llamado por los lugareños “el valle del León de 
Piedra”, porque ahí había sido encontrado, décadas atrás, la escultura lítica de 
un puma. Este valle asiento hoy del cantón del mismo nombre, está limitado al 
norte por el río Frío, al sur de la barranca la Cayetana, al oeste de la quebrada 
Honda y al este por la colina donde se encuentra el casco de la Hacienda 
Opico.
Las ruinas consisten en terraplenes artificiales, de forma rectangular, más 
largos de norte a sur que de este a oeste, escalonados y separados por 10 ó 
12 murallas bajas de piedra y tierra, llamadas fortificaciones, que dan al 
conjunto el aspecto de una inmensa gradería. Ínter terraplenes hay rampas empedradas. En el centro del terraplén superior está un rectángulo bien 
orientado y circunscrito de piedra labrada. Los lugareños llaman a estos 
vestigios “La Iglesia” y tienen 60 m de largo de norte a sur y 35 m de este a 
oeste. Al instalarse ahí el cementerio de la aldehuela de León de Piedra se han 
dañado mucho las estructuras. AL sur está la gran pirámide de Tehuacán, 
cuyas bases miden 65 m de oeste a este y 40 de norte a sur, es toda de tierra y 
de piedras canteadas y de unos 20 m de altura. En sus proximidades hay 
mucho túmulos o montículos
Tehuacán significa “La ciudad de piedra”.
También podemos encontrar el Parque Juárez y el Parque Ecológico los cuales han funcionado como lugares de recreación y de encuentro para la población local.
Actualmente, en la Ciudad de Tehuacán no hay indígenas Popolocas y no existe indumentaria típica de los lugareños, pero en la región existe una gran variedad de trajes típicos que representan distintos momentos históricos de la ciudad.